# QU Близнецов
QU Близнецов (лат. QU Geminorum, HD 49500) — двойная звезда в созвездии Близнецов на расстоянии приблизительно 1 903 световых лет (около 584 парсек) от Солнца. Видимая звёздная величина звезды — от +7,06m до +6,88m. Возраст звезды определён как около 45,7 млн лет.

## Характеристики
Первый компонент — оранжевый гигант, пульсирующая медленная неправильная переменная звезда (LB:) спектрального класса K0III, или K2-IIIbCH-2Hdel1, или K2III, или K2. Масса — около 3,589 солнечных, радиус — около 91,85 солнечных, светимость — около 1172,578 солнечных. Эффективная температура — около 4194 К.
Второй компонент — оранжевый карлик спектрального класса K. Масса — около 629,11 юпитерианских (0,6005 солнечной). Удалён в среднем на 2,29 а.е..